# Princess Alice (schip, 1865)
De PS Bute of SS Princess Alice was een Brits passagiersschip. Zij was genoemd naar prinses Alice, een dochter van koningin Victoria.
De Bute werd door de Caird & Company of Greenock te water gelaten in 1865 om te varen tussen Wemyss Bay en Rothesay voor de Wemyss Bay Railway Company.
Het schip werd in 1867 verkocht aan de Waterman's Steam Packet Co die het schip herdoopte tot Princess Alice. In 1870 werd het schip opnieuw verkocht aan de Woolwich Steam Packet Co en in 1875 aan de London Steamboat Company.

## De ramp
Op 3 september 1878 voer de SS Princess Alice onder bevel van kapitein Grinstead op de Theems tegen het 1376 ton wegende kolenschip Bywell Castle. Sommige mensen waren op slag dood en de anderen verdronken voordat hulp kwam. De eindbalans was 640 doden en slechts een 200-tal overlevenden.
Elizabeth Stride, het derde slachtoffer van Jack the Ripper, loog bij leven dat haar familie betroken was bij de ramp, mogelijk om hier financieel gewin uit te halen, aangezien er een grote stroom liefdadigheid op gang kwam voor de overlevenden en nabestaanden.